# Starzynki (wieś w sielsowiecie Ilia)
Starzynki (biał. Старынкі; ros. Старинки) – wieś na Białorusi, w obwodzie mińskim, w rejonie wilejskim, w sielsowiecie Ilia.

## Historia
W czasach zaborów wieś w okręgu wiejskim Starzynki, w gminie Krajsk, w powiecie wilejskim, w guberni wileńskiej Imperium Rosyjskiego. W 1866 roku liczyła 276 mieszkańców (78 dusz rewizyjnych) w 22 domach, należała do dóbr Starzynki, własność Tukałłów. Znajdowała się tu kaplica katolicka parafii Olkowicze.
W latach 1921–1945 wieś leżała w Polsce, w województwie wileńskim, w powiecie wilejskim, w gminie Ilia.
Według Powszechnego Spisu Ludności z 1921 roku zamieszkiwało tu 327 osób, 17 było wyznania rzymskokatolickiego a 310 prawosławnego. Jednocześnie 181 mieszkańców zadeklarowało polską a 146 białoruską przynależność narodową. Były tu 62 budynki mieszkalne. W 1931 w 62 domach zamieszkiwało 377 osób.
Wierni należeli do parafii rzymskokatolickiej i prawosławnej w Ilji. Miejscowość podlegała pod Sąd Grodzki w Ilii i Okręgowy w Wilnie; właściwy urząd pocztowy mieścił się w Ilii.
W wyniku napaści ZSRR na Polskę we wrześniu 1939 miejscowość znalazła się pod okupacją sowiecką. 2 listopada została włączona do Białoruskiej SRR. Od czerwca 1941 roku pod okupacją niemiecką. W 1944 miejscowość została ponownie zajęta przez wojska sowieckie i włączona do Białoruskiej SRR.
Od 1991 w składzie niepodległej Białorusi.